# Неурогени шок
Неурогени шок врста је дистрибутивног шока који настаје као последица смањења или супресије симпатичког тонуса. Овај шок карактерише се оштећењем периферне регулације вазомоторних рефлекса крвних судова и негативном инотропним дејством на срчани мишић, због тешког церебралног (можданог) оштећења. Углавном настаје код неуролошких обољења, пре свега након повреда главе и кичмене мождине, праћених тешким оштећењима и нарушених функција централног нервног система. 
Његов ток мање је драматичан од свих других облика дистрибутивног шока. Неуролошка траума сама по себи ретко је једини узрок тешког, протрахираног шока. Зато је у дијагностици неопходно трагати за осталим повредама и узроцима шокног стања.

## Етиологија
Неурогени шок најчешће настаје код неуролошких болести или код повреда главе и кичмене мождине услед оштећења централног нервног система.

## Патофизиологија
Механизам настанка неурогеног шока тумачи се оштећењима периферне регулације вазомоторних рефлекса крвних судова и негативним инотропним деловање на срчани мишић због тешког оштећења мозга.

## Клиничка слика
Клиничком сликом неурогеног шока доминирају симптоми и знаци везани уз неуролошку симптоматологију (повреда главе). У симптоматици овог облика шока поред општих симптома присутни су неуролошки поремећаји настали као последица неуролошких обољења или чешће неуротрауме. 

## Терапија
Када се постави дијагноза приступа се терапији, која се састоји у оксигенацији, надокнади течности, примени катехоламина (допамина) ако је неопходно. Пошто је у почетном статусу овог шока нормалан волумен течности, реанимацију треба изводити са посебним опрезом. 
Ако хипотензија не реагује на инфузију течности, она се може третирати са алфаадренергицчним лековима, а пратећа брадикардија (успорен рад срца) може се кориаговати атропином који треба да блокира преовлађујући утицај парасимпатикуса. Веоима важно је што пре подићи систолни артеријски притисак на око 140 mm Hg, да би се обезбедила адекватна перфузија можданог ткива. 
У већина случајева неурогени шок, са хипотензијом успешно се решава у року од 24 до 48 сати.